# Ádám Kónya
Ádám Kónya, né le 19 décembre 1992 à Veszprém, est un fondeur hongrois.

## Biographie
D'abord nageur, il commence à pratiquer le ski de fond en Autriche.
Membre du club Veszpremi SE, il court sa première saison au niveau international lors de la saison 2009-2010, prenant part notamment aux Championnats du monde junior à Hinterzarten. Il honore sa première sélection en championnat du monde sénior en 2011 à Oslo, s'y classant 86e du quinze kilomètres.
Kónya est ensuite essentiellement actif dans la Coupe OPA, sans obtenir de résultat significatif.
En janvier 2016, alors engagé dans la Coupe slave, il monte sur son premier podium continental avec une troisième à Štrbské Pleso.
Aux Championnats du monde 2017 à Lahti, il obtient ses meilleurs résultats dans des mondiaux avec le 59e rang au sprint libre et au quinze kilomètres classique.
En 2018, il est sélectionné pour les Jeux olympiques de Pyeongchang, où il finit 85e au 15 km libre et 64e au sprint classique.
Aux Championnats du monde 2019, à Seefeld, son meilleur résultat individuel est 67e du sprint libre.
En fin d'année 2021, il est appelé pour la première fois pour une course dans la Coupe du monde à Dresde (sprint).
Il est désormais entraîné par son frère Balint.

## Palmarès

### Jeux olympiques
| Épreuve / Édition   | Sprint                           | Sprint    | 15 km | 15 km                            | Skiathlon 2 × 15 km | 50 km | Relais | Relais    |
| Épreuve / Édition   | libre                            | classique | libre | classique                        | Skiathlon 2 × 15 km | 50 km | Sprint | 4 × 10 km |
| JO 2018 Pyeongchang | Épreuve inexistante à cette date | 64e       | 85e   | Épreuve inexistante à cette date | -                   | -     | -      | —         |

Légende :
- : pas d'épreuve
- — : Non disputée par Konya

### Championnats du monde
| Épreuve / Édition        | Sprint                           | Sprint                           | 15 km                            | 15 km                            | Poursuite (skiathlon) 2 × 15 km | 50 km | Relais | Relais    |
| Épreuve / Édition        | libre                            | classique                        | libre                            | classique                        | Poursuite (skiathlon) 2 × 15 km | 50 km | Sprint | 4 × 10 km |
| Mondiaux 2011 Oslo       | -                                | Épreuve inexistante à cette date | Épreuve inexistante à cette date | 86e                              | -                               | -     | -      | -         |
| Mondiaux 2015 Falun      | Épreuve inexistante à cette date | -                                | 81e                              | Épreuve inexistante à cette date | -                               | -     | 26e    | —         |
| Mondiaux 2017 Lahti      | 59e                              | Épreuve inexistante à cette date | Épreuve inexistante à cette date | 59e                              | -                               | -     | —      | —         |
| Mondiaux 2019 Seefeld    | 67e                              | Épreuve inexistante à cette date | Épreuve inexistante à cette date | 71e                              | -                               | -     | -      | -         |
| Mondiaux 2021 Oberstdorf | Épreuve inexistante à cette date | 81e                              | 105e                             | Épreuve inexistante à cette date | -                               | -     | 28e    | 16e       |

Légende :
- : pas d'épreuve
- — : Non disputée par Konya